# Marchezais
Marchezais ist eine französische Gemeinde mit 408 Einwohnern (Stand: 1. Januar 2022) im Département Eure-et-Loir in der Region Centre-Val de Loire; sie gehört zum Arrondissement Dreux und zum Kanton Anet. Die Einwohner werden Marcherois genannt.

## Geographie
Marchezais liegt etwa 38 Kilometer nördlich von Chartres und etwa 58 Kilometer westsüdwestlich von Paris. Umgeben wird Marchezais von den Nachbargemeinden Bû im Norden, Havelu im Nordosten, Goussainville im Osten, Broué im Süden sowie Serville im Westen.

## Bevölkerungsentwicklung
| Jahr                      | 1962 | 1968 | 1975 | 1982 | 1990 | 1999 | 2006 | 2017 |
| ------------------------- | ---- | ---- | ---- | ---- | ---- | ---- | ---- | ---- |
| Einwohner                 | 51   | 47   | 99   | 169  | 221  | 208  | 271  | 342  |
| Quelle: Cassini und INSEE |      |      |      |      |      |      |      |      |

## Sehenswürdigkeiten
- Kirche Sainte-Madeleine